# Libín (přírodní rezervace)
Libín je přírodní rezervace v okrese Prachatice. Nachází se v Šumavském podhůří, na severním svahu hory Libín, tři kilometry jižně od města Prachatice.
Důvodem ochrany je přirozený horský suťový les s místy až pralesovitými zbytky. Mezi nejvýznamnější druhy patří kapraď laločnatá, dymnivka dutá, plavuň pučivá, dřípatka horská, zimolez černý, nesytka jedlová. Nejvýznamnějšími zástupci ptáků jsou kos horský, datlík tříprstý a holub doupňák.
Na severovýchodní hranici rezervace se nachází křížová cesta vedoucí z Lázní svaté Markéty ke kapli U Patriarchy.